# Літаюче крило

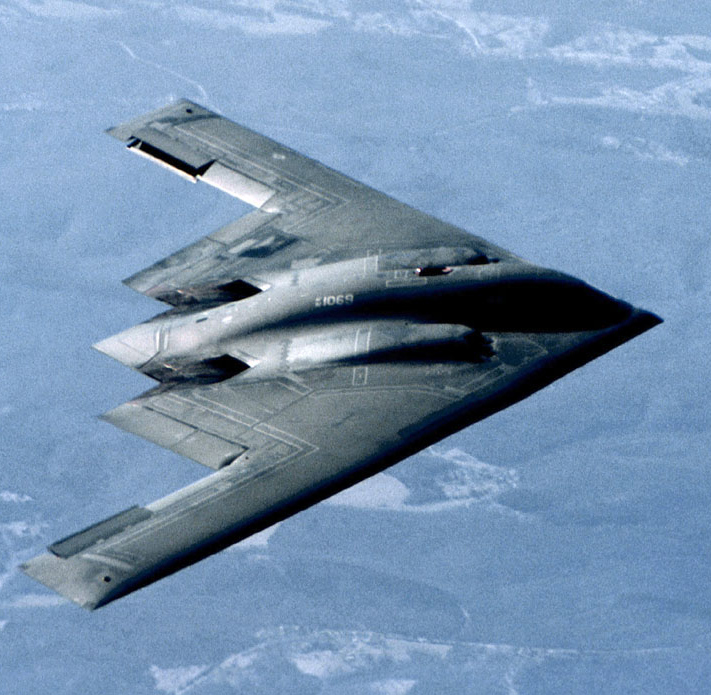
Стратегічний бомбардувальник Northrop Grumman B-2 Spirit

Летюче крило — аеродинамічна схема літака із зредукованим фюзеляжем, роль якого грає крило, що несе всі агрегати, екіпаж і корисне навантаження.

## Переваги та недоліки
Перевагою «летючих крил» є відсутність фюзеляжу і великих площин управління, що дозволяє більш рівномірно розподілити вагу по площі крила і забезпечити необхідну жорсткість крила при відносно меншій масі. У результаті «летюче крило» має дуже вигідне співвідношення повної маси до маси порожнього літака, що знижує питому масу планера і дає можливість суттєво збільшити масу корисного навантаження та/або запас палива. За цими показниками літаки типу «летюче крило» перевершують літаки, виконані за класичною схемою. Для військового застосування дуже важливо, що форми такого літака дуже легко оптимізувати для зниження ефективної площі розсіювання і радіолокаційної помітності літака.
Суттєвим недоліком схеми є невелике віддалення площин управління від центру мас, що обумовлює їх низьку ефективність та робить літак відносно нестійким в польоті. Як наслідок, літаки з такою схемою досі не набули масового поширення.

## Історія

Винищувач-бомбардувальник Horten Ho IX

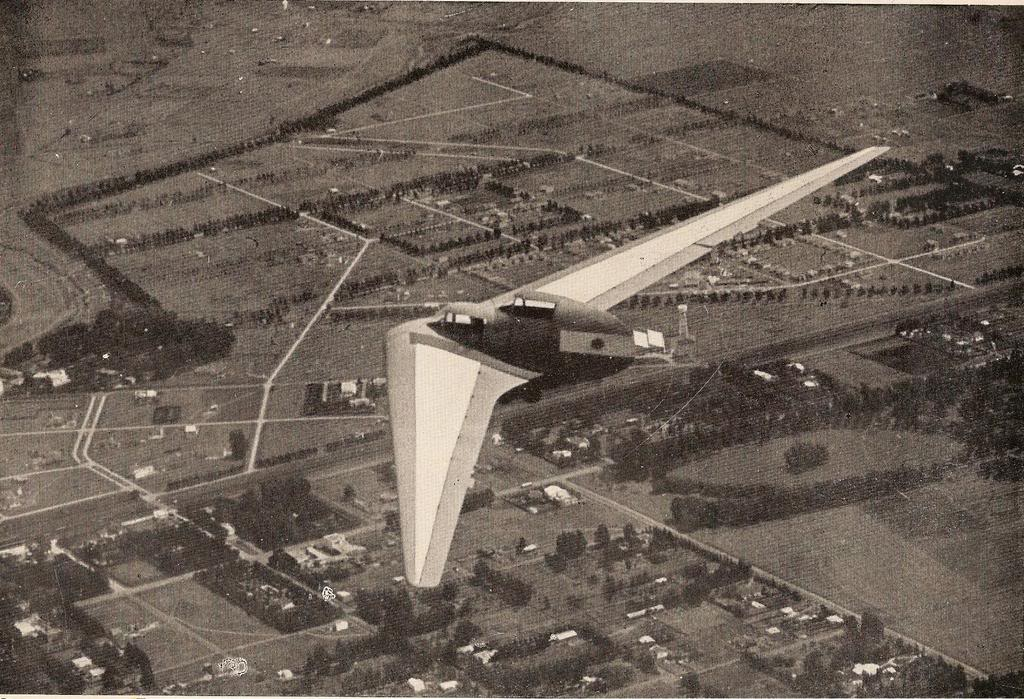
Спортивний планер I.Ae. 34 Clen Antú

Можливо вперше схему з елементами «летючого крила» застосував француз Альфонс Пено (фр. Alphonse Penaud) в 1870-ті роки.
У СРСР з 1922 року конструюванням і будівництвом планерів і літаків типу «летюче крило» захопився волинянин Борис Черановський. В 1926 році він створив перше в СРСР «летюче крило» — БІЧ-3.
У 1933 (чи 1934) році в Україні за схемою «летюче крило» був збудований одномісний планер «Осоавіахімовець України», в 1934 році планер демонструвався на авіавиставці у Копенгагені та Парижі.
У Німеччині до та в період Другої світової війни зі схемою «летюче крило» працювали Александр Ліппіш та брати Гортен. 1927–1933 рр.. Александром Ліппішем були створені «летючі крила» Storch I — Storch IX. Братами Гортен були спроектовані і побудовані декілька експериментальних планерів і літаків різного призначення. Зокрема, за програмою «1000-1000-1000» (доставка 1000 кілограмів бомб на 1000 кілометрів зі швидкістю 1000 км/год) з 1943 року розроблявся винищувач-бомбардувальник Horten Ho IX з реактивними двигунами і елементами стелс-технології.
У США літаками за схемою «летюче крило» з 1930-х років займалася компанія Northrop. Засновник фірми Джон Нортроп був великим ентузіастом цієї конструктивної схеми і намагався застосовувати її в проектах, де аеродинамічна схема визначалась на розсуд розробника. У 1980–1990 роки B-2 Spirit розглядався як один з елементів національної безпеки США.

## Поздовжня стійкість летючого крила
Літак повинен володіти, як мінімум, двома властивостями: балансуватися (перебувати в рівновазі на заданому куті атаки) і бути стійким.
На малюнку зображено варіант балансування летючого крила.

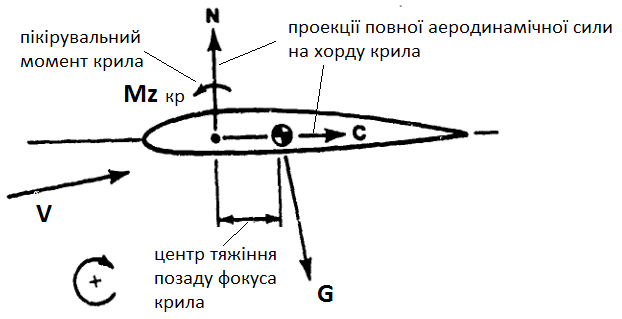
балансування із заднім центруванням

Крило з традиційним профілем  з позитивним ви́гином має пікірувальний момент. Щоб його збалансувати, треба центр ваги розмістити позаду фокуса крила. Але ми отримуємо статично нестійкий у поздовжньому відношенні літак (як відомо, у статично стійкого літака фокус розташований позаду центру тяжіння). Цю проблему можна вирішити, якщо профіль крила матиме від'ємний ви́гин.

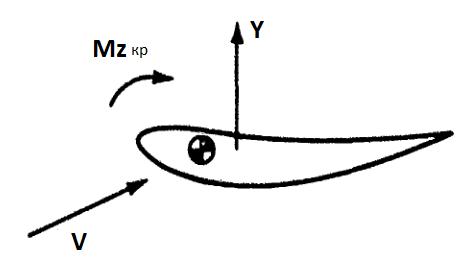
від'ємний вигин профілю

Але таке крило матиме незадовільні динамічні характеристики, малий діапазон допустимих центрувань і дуже низькі носійні здатності.

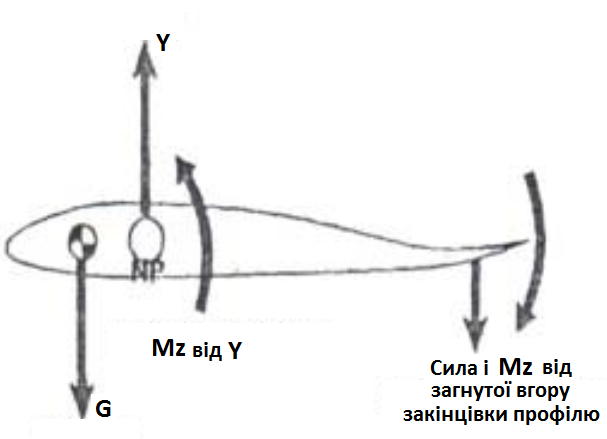
S-подібний (reflexed) профіль крила

Також можна розв'язати цю проблему за допомогою S-подібного профілю.
Схожі результати виходять у симетричного профілю з відхиленими вгору закрилками.

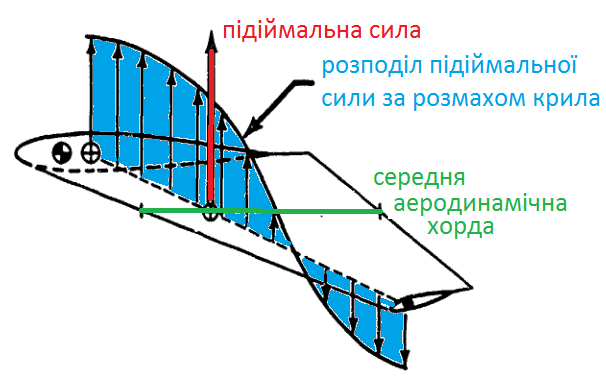
від'ємна викрутка крила

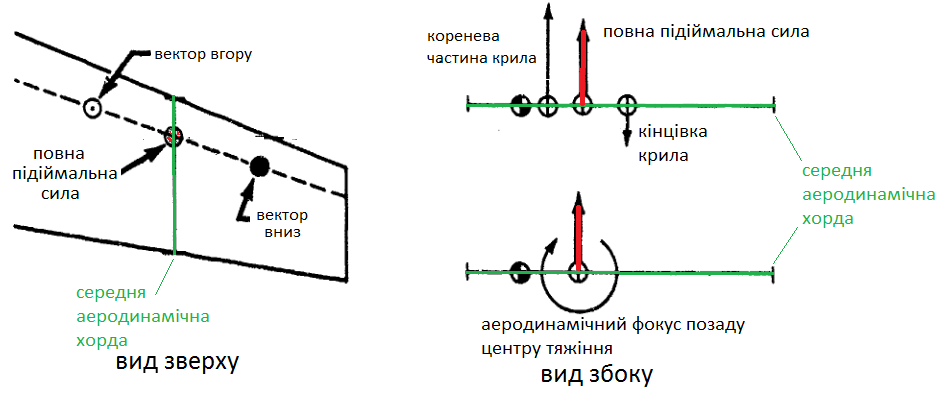
від'ємна викрутка крила 2

Третій варіант розв'язання проблеми - це стрілоподібне крило із симетричним профілем і від'ємною викруткою крила в районі кінцівок (зменшення кута установки профілю крила в міру наближення до кінцівки крила).